# Abd Allah as-Sani

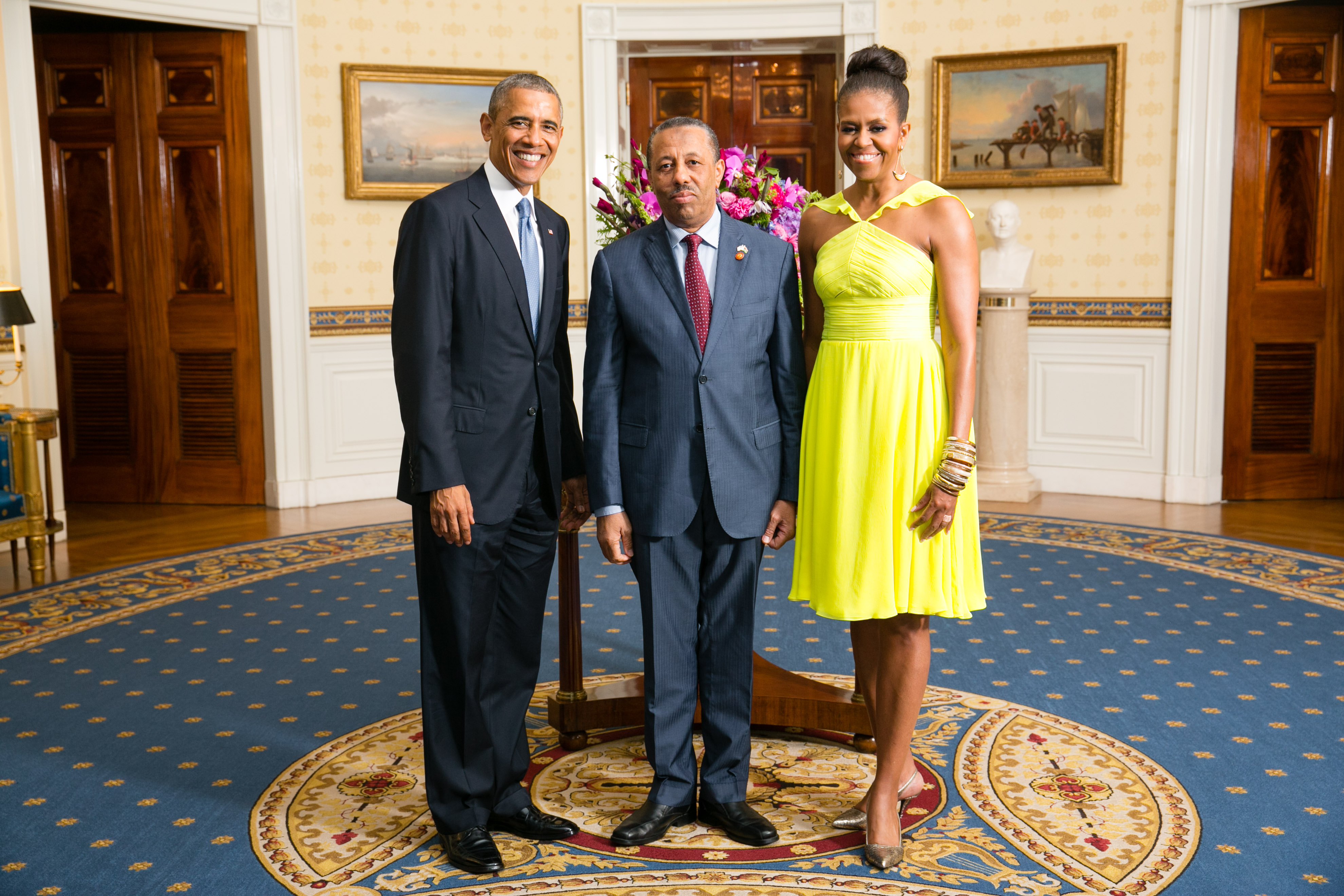
Abd Allah as-Sani, Barack Obama i Michelle Obama. (2014)

Abd Allah as-Sani (arab. عبد الله الثني, ʿAbd Allāh ath-Thanī; ur. 7 stycznia 1954 w Kano) – libijski polityk, minister obrony w rządzie Alego Zajdana, od 11 marca 2014 do 15 marca 2021 premier Libii (do 8 kwietnia 2014 pełniący obowiązki).

## Premier
13 kwietnia 2014 odmówił podjęcia się misji formowania gabinetu. Bezpośrednią przyczyną decyzji była próba ataku na jego dom rodzinny. W liście w którym poinformował o swojej rezygnacji, napisał, iż nie chce być odpowiedzialny za dalszy rozlew krwi i przemoc w kraju. 
26 maja 2014 zaprzysiężony został nowy szef rządu – Ahmad Mu’ajtik. Mimo powołania nowego rządu, procedura wyłonienia gabinetu została określona przez ustępujący rząd oraz opozycję jako niezgodna z tymczasową konstytucją. 9 czerwca 2014 sąd oficjalnie potwierdził, że zaprzysiężenie rządu Mu’ajtika odbyło się niezgodnie z prawem. Niedoszły premier przyjął tę wiadomość i zrezygnował z misji tworzenia rządu. Abd Allah as-Sani pozostał na stanowisku premiera. 
29 sierpnia 2014 Abd Allah as-Sani podał swój rząd do dymisji. Wkrótce potem Izba Reprezentantów ponownie powierzyła mu misję tworzenia rządu. 12 sierpnia 2015 premier as-Sani ponownie podał swój rząd do dymisji.